# Геодезия
Геоде́зия (греч. γεωδαισία, дословно — «деление земли», от γῆ «Земля» + δαΐζω «делю́») — одна из древнейших наук о Земле, точная наука о фигуре, гравитационном поле, параметрах вращения Земли и их изменениях во времени. Тесно взаимодействует с астрометрией в области изучения прецессии, нутации, движения полюса и скорости вращения Земли. В технологическом аспекте геодезия обеспечивает координатными системами отсчёта и координатными основами различные сферы человеческой деятельности. Метод геодезии опирается на широкий спектр достижений математики и физики, обеспечивающих изучение геометрических, кинематических и динамических свойств Земли в целом и отдельных её участков.
Кроме того, геодезией называется отрасль производства, связанная с определением пространственных характеристик местности и искусственных объектов. Применяется для координатного обеспечения картографии, строительства, землеустройства, кадастра, горного дела, геологоразведки и других областей хозяйственной деятельности.

## История
Зачатки геодезии возникли в глубокой древности, когда появилась необходимость установления границ земельных участков, строительства оросительных каналов, осушения земель. Название «геодезия» впервые употребил Аристотель. Первую попытку вычислить размеры Земли предпринял Эратосфен в III веке до н. э.
Развитие современной геодезии началось в XVII веке в Западной Европе, когда были изобретены зрительная труба, ставшая основой для создания нивелира и теодолита, и барометр, ставший первым инструментом для определения высот точек земной поверхности. Важнейшим этапом в развитии геодезии стала разработка В. Снеллиусом в 1615—1617 годах метода триангуляции. Этот метод в дальнейшем позволил создать обширные сети геодезических пунктов, являющиеся основой всех видов геодезических измерений.
Для определения фигуры Земли с XVII века осуществлялись градусные измерения длины дуги меридиана. Кроме градусных измерений, для решения вопроса о виде Земли служили также и определения величины силы тяжести в различных местах земной поверхности из наблюдений над качанием маятника (гравиметрия).
Во второй половине XX века для решения геодезических задач стали использоваться геодезические спутники. С 1990-х годов большинство геодезических задач решаются с использованием спутников, образующих спутниковые системы позиционирования.

## Основные задачи геодезии
- определение фигуры и размеров Земли;
- распространение единой системы координат на территорию отдельного государства, континента и всей Земли в целом;
- выполнение измерений на поверхности земли;
- изображение участков поверхности земли на топографических картах и планах;
- изучение как локальных, так и массовых смещений грунта под действием ряда экзогенных процессов и природных явлений;
- изучение движения ледников, живых организмов;
- изучение смещения зданий и других техногенных объектов в ходе их эксплуатации;
- изучение сейсмической активности, активности поверхностных и глубинных разломов и вулканов;
- изучение смещений литосферных плит.

Небольшая часть земной поверхности может быть принимаема за плоскость; исследование такой части может быть сделано при помощи весьма простых средств и способов и составляет предмет низшей геодезии, или топографии; в высшей же геодезии принимается в расчёт кривизна земной поверхности.

## Разделы геодезии
- Высшая геодезия — изучает методы и средства создания астрономогеодезической сети — геодезической сети, методы и способы высокоточных геодезических измерений, астрономических наблюдений применительно к созданию астрономогеодезической сети:
  - Геодезическая астрономия — обеспечивает определение данных пунктов из астрономических наблюдений;
  - Геодезическая гравиметрия — распределение силы тяжести на земной поверхности, сдвижение горных пород и земной поверхности, горные удары, гравиметрических определений на части пунктов;
  - Космическая геодезия (спутниковая геодезия) — использование наблюдений за искусственными спутниками Земли и космическими аппаратами для изучения формы и размеров Земли и её внешнего гравитационного поля.
- Фотограмметрия — изучает методы создания топографических карт по материалам аэрофотосъёмки, определение размеров, формы и положения объектов по их изображениям на фотоснимках.
- Топография — описание земной поверхности в локальных масштабах в виде условных знаков.
- Картография — описание земной поверхности в виде карт.
- Морская геодезия — методы для картографирования и производства других работ в морях и океанах.
- Инженерная геодезия (прикладная геодезия) — методы, техника и организация геодезических работ для решения инженерных задач[1].